# Rabbids Go Home
Rabbids Go Home, titulado en España como Rabbids: ¡¡Mi Caaasa!!, es un videojuego de plataformas desarrollado y publicado por Ubisoft para las consolas Wii y Nintendo DS. Es un spin-off de los videojuegos de Rayman Raving Rabbids, aunque en este juego Rayman no aparece y los Rabbids tienen total protagonismo. Este juego marcará también la última aparición de los Rabbids en los juegos de Rayman. Salió a la venta en noviembre de 2009.
Ubisoft ha confirmado la posibilidad de a partir de este título, los Rabbids y Rayman se dividirían en dos sagas independientes; la primera más orientada a los minijuegos, y la segunda dirigida al género de plataformas con ambientación de fantasía, lo cual finalmente ocurrió en 2011 con Raving Rabbids: Travel in Time por un lado, y con Rayman Origins por otro lado.

## Argumento
Los Rabbids, cansados de intentar dominar la tierra, intentan volver a su casa. Sin embargo, su casa es la Luna, e intentarán llegar allí de la forma más disparatada posible: robando cosas a los humanos. Según vayan robando cosas irán apilándolas de forma que, poco a poco, el montón de objetos sea tan alto que los Rabbids puedan llegar allí de un corto salto y llegar a su objetivo (lo cual en la realidad es imposible, evidentemente). Pero la negatividad y rechazo de los humanos a los Rabbids, llega a convertirse en "Verminatores", que se puede traducir como "Mata-Conejos" o "exterminadores", los cuales se convierten en temibles enemigos en el juego, acompañados de perros, robots, y otras defensas contra los Rabbids.

## Modo de juego

### Nintendo Wii
El jugador controla a un equipo de dos Rabbids que tiran de un carro de la compra. El objetivo del juego es recoger todo lo posible en cada nivel y ayudar a los Rabbids a hacer una pila para llegar a la luna. En cada nivel, hay los objetos suficientes para hacer crecer la pila 1000 metros. El requerimiento mínimo para completar un nivel es llegar hasta el "Objeto XL" y llevarlo hasta el baño, al final del nivel. El Objeto XL está situado a la mitad o al final del nivel. Algunos objetos XL afectan al modo de juego. Por ejemplo, un reactor de avión propulsará al carro tres veces de su velocidad normal, mientras que la cama de cuarentena de un paciente enfermo permite que el carro flote y haga un triple salto. Localizados en algún punto de los niveles, están los "Rabbids recolectores" que permiten al jugador asegurar lo recogido anteriormente en el nivel. La salud de los Rabbids (descrita en el juego como "inteligencia") es indicada con bombillas, que se van apagando cada vez que el Rabbid sufre algún daño. Al principio del juego, los Rabbids tienen tres bombillas, indicadas en la esquina inferior izquierda de la pantalla. Si todas las bombillas se apagan, los Rabbids aparecerán cerca del último Rabbids recolector, o en el principio de la zona donde hayan perdido.
El jugador ha de mover el carro de la compra con el Nunchuk y puede acelerar manteniendo pulsado el botón A en el mando de Wii. El principal modo de ataque de los Rabbids es mediante su grito: "¡Bwaaaah!", que puede ser usado agitando el mando de Wii. Este ataque puede romper algunos objetos, aturdir enemigos y quitar a los humanos su ropa para llevarla a la pila. Cuando el jugador vaya progresando en el juego, los humanos y los perros llevarán cascos insonorizados para protegerse del "Ataque ¡Bwaaaah!". El jugador puede usar otra técnica llamada "Super Impulso", que es iniciada cuando de las ruedas del carro saltan chispas azules. Cuando el jugador pulsa el botón B, el "Super Impulso" es realizado. Esta habilidad permite al jugador tirar abajo pilas de cajas, desnudar a algunos enemigos más rápido y evitar obstáculos usando trampolines. El jugador puede lanzar también la "Bala Rabbid", un Rabbid viviendo dentro del mando de Wii del jugador, que sale disparado al apuntar con el mando de Wii a la pantalla a pulsar el botón Z. Este ataque puede desnudar a algunos enemigos y abrir puertas.

### Nintendo DS
El juego está compuesto por 5 mundos que están formados de 11 niveles. Cada nivel presenta un puzle diferente en el que el jugador debe poner objetos para ayudar al rabbid en el carrito a atrapar uno o más objetos y llegar al final.

## Música
La música de "Rabbids Go Home" fue compuesta por Fanfare Vagabontu. Una banda sonora de 12 pistas está disponible en iTunes desde el 19 de noviembre de 2009. El juego también incluye canciones con licencia como "Louie Louie" de Richard Berry, "Take Me Home, Country Roads" y "Leaving on a Jet Plane" de John Denver, "Somebody to Love" de Jefferson Airplane, "Me and Mrs. Jones" de Billy Paul, "Jamaica Farewell" de Harry Belafonte, "Rivers of Babylon" de Boney M. y "Dumb Love" de Kisean Jamal Season.
Rabbids Go Home (B.S.O.)
| Raving Rabbids: Rabbids Go Home (Original Soundtrack) |                                         |          |  |
| N.º                                                   | Título                                  | Duración |  |
| 1.                                                    | «Sanie Cu Zurgãlãi»                     | 2:33     |  |
| 2.                                                    | «Perinita»                              | 1:22     |  |
| 3.                                                    | «Ciocarlia»                             | 2:44     |  |
| 4.                                                    | «Bãtutã Din Moldova»                    | 1:15     |  |
| 5.                                                    | «Doinã Deascultare»                     | 3:01     |  |
| 6.                                                    | «Bãtutã la Clarinet»                    | 1:24     |  |
| 7.                                                    | «Bubamara»                              | 2:52     |  |
| 8.                                                    | «Horã Moldoveneasca de Joc»             | 1:28     |  |
| 9.                                                    | «Cântare Din Banat»                     | 1:18     |  |
| 10.                                                   | «Batutã la Trompeta»                    | 1:02     |  |
| 11.                                                   | «Horã de Joc»                           | 1:21     |  |
| 12.                                                   | «Sanie Cu Zurgãlãi (DJ Forzando Remix)» | 2:34     |  |
| 22:54                                                 |                                         |          |  |